# 大阪歯科学会
大阪歯科学会（おおさかしかがっかい、英語: Osaka Odontological Society）は、日本の学術研究団体の一つ。

## 概要
1931年6月24日設立。学術研究団体としての種別は単独学会。
歯学ならびに医学の進歩・発展に寄与することを目的として創設された。
国内においては日本歯学系学会協議会に加入している。

## 沿革
- 1931年 - 大阪歯科学会設立。

## 刊行物

### 歯科医学
- 誌名（和文）：歯科医学
- 誌名（欧文）：Journal of Osaka Odontological Society
- 創刊年：1930
- 資料種別：ジャーナル（査読付き論文を含む）
- 使用言語：日本語（英文抄録あり）
- 発行形態：印刷体、eジャーナル
- 著作権帰属先：学会
- クリエイティブコモンズ：定めていない
- 購読：無料

### Journal of Osaka Dental University
- 誌名（和文）：Journal of Osaka Dental University
- 誌名（欧文）：Journal of Osaka Dental University
- 創刊年：1967
- 資料種別：ジャーナル（査読付き論文を含む）
- 使用言語：英語のみ
- 発行形態：印刷体、eジャーナル
- 著作権帰属先：学会
- クリエイティブコモンズ：定めていない
- 購読：無料